# 2004년 AFC 챔피언스리그
2004년 AFC 챔피언스리그는 아시아 국가의 최정상 팀이 참가하는 23번째 대회(아시안 클럽 챔피언십 포함)이자 현재의 챔피언스리그 구성으로는 2회째를 맞는 아시아 국가들의 클럽 대항전이다. 이 대회에서는 사우디아라비아의 알이티하드 FC가 대한민국의 성남 일화 천마를 누르고 우승을 차지했다.

## 방식
조별 예선은 총 28개 팀이 7개 조로 나눠서 치른다. 조별 예선은 홈 앤 어웨이 방식으로 진행되며 조별 예선 1위 팀만이 8강전에 진출한다. 동아시아 지역 조별 예선은 12개 팀이 3개 조로 나눠서 치러지며 서아시아 지역 조별 예선은 16개 팀이 4개 조로 나눠서 치러진다.
8강전은 토너먼트 방식으로 치러지며 홈 앤 어웨이 방식으로 진행된다. 조별 예선에서 1위를 차지한 7개 팀은 8강전에 진출하며 지난 대회 우승팀은 8강전에 자동 출전한다.

## 조별 예선

### A조
| 팀                  | 승점 | 경기 | 승   | 무   | 패   | 득점 | 실점 | 골득실 |
| ------------------- | ---- | ---- | ---- | ---- | ---- | ---- | ---- | ------ |
| 파흐타코르 타슈켄트 | 7    | 4    | 2    | 1    | 1    | 3    | 1    | +2     |
| 조브 아한           | 5    | 4    | 1    | 2    | 1    | 4    | 5    | -1     |
| 카타르 SC           | 3    | 4    | 0    | 3    | 1    | 3    | 4    | -1     |
| 리파 클럽           | 기권 | 기권 | 기권 | 기권 | 기권 | 기권 | 기권 | 기권   |

- 리파 클럽은 안전 문제를 이유로 기권했다. 이 때문에 아시아 축구 연맹(AFC)으로부터 2년 동안 AFC 주관 대회 참가 금지 처분을 받았다.

| 2004년 2월 11일 |     |            |
| 조브 아한       | 1–0 | 파흐타코르 |
| 2004년 2월 25일 |     |            |
| 파흐타코르      | 1–0 | 카타르 SC  |
| 2004년 4월 6일  |     |            |
| 조브 아한       | 3–3 | 카타르 SC  |
| 2004년 4월 21일 |     |            |
| 카타르 SC       | 0–0 | 조브 아한  |
| 2004년 5월 5일  |     |            |
| 파흐타코르      | 2–0 | 조브 아한  |
| 2004년 5월 19일 |     |            |
| 카타르 SC       | 0–0 | 파흐타코르 |

### B조
| 팀              | 승점 | 경기 | 승   | 무   | 패   | 득점 | 실점 | 골득실 |
| --------------- | ---- | ---- | ---- | ---- | ---- | ---- | ---- | ------ |
| 알와흐다        | 6    | 4    | 1    | 3    | 0    | 3    | 0    | +3     |
| 알사드          | 5    | 4    | 1    | 2    | 1    | 1    | 1    | 0      |
| 알쿠와 알자위야 | 4    | 4    | 1    | 1    | 2    | 1    | 4    | -3     |
| 알카디시야      | 실격 | 실격 | 실격 | 실격 | 실격 | 실격 | 실격 | 실격   |

- 2004년 4월 20일에 열린 알카디시야와 알사드의 경기가 끝난 이후에 쿠웨이트의 보안 요원이 알사드 선수들을 폭행하는 사건이 일어났다. 이 때문에 알카디시야는 아시아 축구 연맹(AFC)으로부터 해당 대회에서 실격 처리되었으며 이전에 치른 경기들은 무효 처리되었다. 또한 아시아 축구 연맹으로부터 3년 동안 AFC 주관 대회 참가 금지 처분을 받았다.

| 2004년 2월 11일 |     |                 |
| 알와흐다        | 0–0 | 알사드          |
| 2004년 2월 25일 |     |                 |
| 알사드          | 1–0 | 알쿠와 알자위야 |
| 2004년 4월 6일  |     |                 |
| 알와흐다        | 3–0 | 알쿠와 알자위야 |
| 2004년 4월 6일  |     |                 |
| 알쿠와 알자위야 | 0–0 | 알와흐다        |
| 2004년 5월 5일  |     |                 |
| 알사드          | 0–0 | 알와흐다        |
| 2004년 5월 18일 |     |                 |
| 알쿠와 알자위야 | 1–0 | 알사드          |

### C조
| 팀       | 승점 | 경기 | 승   | 무   | 패   | 득점 | 실점 | 골득실 |
| -------- | ---- | ---- | ---- | ---- | ---- | ---- | ---- | ------ |
| 샤르자   | 10   | 4    | 3    | 1    | 0    | 10   | 4    | +6     |
| 알힐랄   | 7    | 4    | 2    | 1    | 1    | 6    | 6    | 0      |
| 알쇼르타 | 0    | 4    | 0    | 0    | 4    | 3    | 9    | -6     |
| 알아흘리 | 기권 | 기권 | 기권 | 기권 | 기권 | 기권 | 기권 | 기권   |

- 바레인 축구 협회가 2004년 하계 올림픽 남자 축구 아시아 지역 예선을 앞두고 있던 올림픽 축구 국가대표팀, 2006년 FIFA 월드컵 아시아 지역 예선을 앞두고 있던 축구 국가대표팀을 위해 알아흘리 소속 선수 7명을 소집했다. 이에 따라 알아흘리는 해당 대회에서 기권하기로 결정했다.

| 2004년 2월 10일 |     |          |
| 샤르자          | 2–0 | 알쇼르타 |
| 2004년 2월 25일 |     |          |
| 알힐랄          | 0–0 | 샤르자   |
| 2004년 4월 6일  |     |          |
| 알쇼르타        | 1–2 | 알힐랄   |
| 2004년 4월 21일 |     |          |
| 알힐랄          | 2–0 | 알쇼르타 |
| 2004년 5월 4일  |     |          |
| 알쇼르타        | 2–3 | 샤르자   |
| 2004년 5월 18일 |     |          |
| 샤르자          | 5–2 | 알힐랄   |

### D조
| 팀              | 승점 | 경기 | 승 | 무 | 패 | 득점 | 실점 | 골득실 |
| --------------- | ---- | ---- | -- | -- | -- | ---- | ---- | ------ |
| 알이티하드 FC   | 13   | 6    | 4  | 1  | 1  | 14   | 4    | +10    |
| 세파한          | 13   | 6    | 4  | 1  | 1  | 15   | 10   | +5     |
| 알아라비        | 8    | 6    | 2  | 2  | 2  | 8    | 10   | -2     |
| 네프치 페르가나 | 0    | 6    | 0  | 0  | 6  | 5    | 18   | -13    |

| 2004년 2월 10일 |     |                 |
| 세파한          | 4–0 | 네프치 페르가나 |
| 2004년 2월 11일 |     |                 |
| 알이티하드      | 2–0 | 알아라비        |
| 2004년 2월 24일 |     |                 |
| 네프치 페르가나 | 1–3 | 알이티하드      |
| 2004년 2월 24일 |     |                 |
| 알아라비        | 2–2 | 세파한          |
| 2004년 4월 7일  |     |                 |
| 세파한          | 3–2 | 알이티하드      |
| 2004년 4월 20일 |     |                 |
| '알이티하드     | 4–0 | 세파한          |
| 2004년 4월 21일 |     |                 |
| '알아라비       | 3–2 | 네프치 페르가나 |
| 2004년 5월 4일  |     |                 |
| 네프치 페르가나 | 1–3 | 세파한          |
| 2004년 5월 4일  |     |                 |
| 알아라비        | 0–0 | 알이티하드      |
| 2004년 5월 18일 |     |                 |
| 세파한          | 3–1 | 알아라비        |
| 2004년 5월 18일 |     |                 |
| 알이티하드      | 3–0 | 네프치 페르가나 |
| 2004년 5월 26일 |     |                 |
| 네프치 페르가나 | 1–2 | 알아라비        |

### E조
| 팀               | 승점 | 경기 | 승 | 무 | 패 | 득점 | 실점 | 골득실 |
| ---------------- | ---- | ---- | -- | -- | -- | ---- | ---- | ------ |
| 전북 현대 모터스 | 12   | 6    | 4  | 0  | 2  | 14   | 5    | +9     |
| 주빌로 이와타    | 12   | 6    | 4  | 0  | 2  | 14   | 11   | +3     |
| 상하이 선화      | 9    | 6    | 3  | 0  | 3  | 7    | 9    | -3     |
| BEC 테로 사사나  | 3    | 6    | 1  | 0  | 5  | 6    | 16   | -10    |

| 2004년 2월 11일  |     |                  |
| 전북 현대 모터스 | 1–2 | 주빌로 이와타    |
| 2004년 2월 11일  |     |                  |
| BEC 테로 사사나  | 4–1 | 상하이 선화      |
| 2004년 2월 25일  |     |                  |
| 주빌로 이와타    | 3–0 | BEC 테로 사사나  |
| 2004년 2월 25일  |     |                  |
| 상하이 선화      | 0–1 | 전북 현대 모터스 |
| 2004년 4월 6일   |     |                  |
| 주빌로 이와타    | 2–1 | 상하이 선화      |
| 2004년 4월 7일   |     |                  |
| 전북 현대 모터스 | 4–0 | 'BEC 테로 사사나 |
| 2004년 4월 20일  |     |                  |
| 'BEC 테로 사사나 | 0–4 | 전북 현대 모터스 |
| 2004년 4월 22일  |     |                  |
| 상하이 선화      | 3–2 | 주빌로 이와타    |
| 2004년 5월 5일   |     |                  |
| 상하이 선화      | 1–0 | BEC 테로 사사나  |
| 2004년 5월 12일  |     |                  |
| 주빌로 이와타    | 2–4 | 전북 현대 모터스 |
| 2004년 5월 19일  |     |                  |
| BEC 테로 사사나  | 2–3 | 주빌로 이와타    |
| 2004년 5월 26일  |     |                  |
| 전북 현대 모터스 | 0–1 | 상하이 선화      |

### F조
| 팀              | 승점 | 경기 | 승 | 무 | 패 | 득점 | 실점 | 골득실 |
| --------------- | ---- | ---- | -- | -- | -- | ---- | ---- | ------ |
| 다롄 스더       | 15   | 6    | 5  | 0  | 1  | 11   | 5    | +6     |
| 호앙아인 자라이 | 7    | 6    | 2  | 1  | 3  | 10   | 10   | 0      |
| 끄룽타이 은행   | 7    | 6    | 2  | 1  | 3  | 8    | 11   | -3     |
| PSM 마카사르    | 6    | 6    | 2  | 0  | 4  | 9    | 12   | -3     |

| 2004년 2월 10일 |     |                 |
| 끄룽타이 은행   | 0–2 | 다롄 스더       |
| 2004년 2월 11일 |     |                 |
| 호앙아인 자라이 | 5–1 | PSM 마카사르    |
| 2004년 2월 24일 |     |                 |
| 다롄 스더       | 2–0 | 호앙아인 자라이 |
| 2004년 2월 25일 |     |                 |
| PSM 마카사르    | 2–3 | 끄룽타이 은행   |
| 2004년 4월 6일  |     |                 |
| 호앙아인 자라이 | 0–1 | 끄룽타이 은행   |
| 2004년 4월 7일  |     |                 |
| PSM 마카사르    | 0–1 | '다롄 스더      |
| 2004년 4월 21일 |     |                 |
| '끄룽타이 은행  | 2–2 | 호앙아인 자라이 |
| 2004년 4월 21일 |     |                 |
| 다롄 스더       | 2–1 | PSM 마카사르    |
| 2004년 5월 4일  |     |                 |
| 다롄 스더       | 3–1 | 끄룽타이 은행   |
| 2004년 5월 5일  |     |                 |
| PSM 마카사르    | 3–0 | 호앙아인 자라이 |
| 2004년 5월 18일 |     |                 |
| 호앙아인 자라이 | 3–1 | 다롄 스더       |
| 2004년 5월 18일 |     |                 |
| 끄룽타이 은행   | 1–2 | PSM 마카사르    |

### G조
| 팀                   | 승점 | 경기 | 승 | 무 | 패 | 득점 | 실점 | 골득실 |
| -------------------- | ---- | ---- | -- | -- | -- | ---- | ---- | ------ |
| 성남 일화 천마       | 15   | 6    | 5  | 0  | 1  | 24   | 4    | +20    |
| 요코하마 F. 마리노스 | 15   | 6    | 5  | 0  | 1  | 19   | 3    | +16    |
| 페르식 케디리        | 4    | 6    | 1  | 1  | 4  | 5    | 27   | -22    |
| 빈딘                 | 1    | 6    | 0  | 1  | 5  | 3    | 17   | -14    |

| 2004년 2월 10일      |      |                      |
| 빈딘                 | 0–3  | 요코하마 F. 마리노스 |
| 2004년 2월 11일      |      |                      |
| 페르식 케디리        | 1–2  | 성남 일화 천마       |
| 2004년 2월 24일      |      |                      |
| 요코하마 F. 마리노스 | 4–0  | 페르식 케디리        |
| 2004년 2월 25일      |      |                      |
| 성남 일화 천마       | 2–0  | 빈딘                 |
| 2004년 4월 7일       |      |                      |
| 빈딘                 | 2–2  | 페르식 케디리        |
| 2004년 4월 7일       |      |                      |
| 요코하마 F. 마리노스 | 1–2  | '성남 일화 천마      |
| 2004년 4월 21일      |      |                      |
| '페르식 케디리       | 1–0  | 빈딘                 |
| 2004년 4월 21일      |      |                      |
| 성남 일화 천마       | 0–1  | 요코하마 F. 마리노스 |
| 2004년 5월 5일       |      |                      |
| 요코하마 F. 마리노스 | 6–0  | 빈딘                 |
| 2004년 5월 11일      |      |                      |
| 페르식 케디리        | 0–15 | 성남 일화 천마       |
| 2004년 5월 19일      |      |                      |
| 페르식 케디리        | 1–4  | 요코하마 F. 마리노스 |
| 2004년 5월 19일      |      |                      |
| 빈딘                 | 1–3  | 성남 일화 천마       |

## 8강전
| 팀 1           | 합계 | 팀 2                | 1차전 | 2차전 |
| -------------- | ---- | ------------------- | ----- | ----- |
| 알아인         | 1-5  | 전북 현대 모터스    | 0-1   | 1-4   |
| 다롄 스더      | 1-2  | 알이티하드 FC       | 1-1   | 0-1   |
| 알와흐다       | 1-5  | 파흐타코르 타슈켄트 | 1-1   | 0-4   |
| 성남 일화 천마 | 11-2 | 샤르자              | 6-0   | 5-2   |

## 준결승전
| 팀 1           | 합계 | 팀 2                | 1차전 | 2차전 |
| -------------- | ---- | ------------------- | ----- | ----- |
| 알이티하드 FC  | 4-3  | 전북 현대 모터스    | 2-1   | 2-2   |
| 성남 일화 천마 | 2-0  | 파흐타코르 타슈켄트 | 0-0   | 2-0   |

## 결승전
| 팀 1          | 합계 | 팀 2           | 1차전 | 2차전 |
| ------------- | ---- | -------------- | ----- | ----- |
| 알이티하드 FC | 6-3  | 성남 일화 천마 | 1-3   | 5-0   |

| 2004년 AFC 챔피언스리그 우승 |
| ---------------------------- |
| 알이티하드 FC 1번째 우승     |

## 같이 보기
- 2004년 AFC컵